# Liste der Stadttore und Wehrtürme in Brandenburg
Die Liste der Stadttore und Wehrtürme in Brandenburg führt alle erhaltenen Stadttore, städtischen Wehrtürme sowie den Städten vorgelagerte Warttürme in Brandenburg auf. Nicht aufgenommen sind Wiekhäuser und Mauerreste der ehemaligen Stadtbefestigungen sowie Türme von Burgen, Festungen und Schlössern.
Mit rund 1410 Metern existiert heute noch knapp die Hälfte der Prenzlauer Stadtmauer mit Wiekhäusern, Mauertürmen, Tortürmen und Resten der Wallanlagen. Die Feldsteinmauer in Bernau bei Berlin ist bis zu 8 Meter hoch und etwa 1300 Meter lang. Die in weiten Teilen noch erhaltene Brandenburger Stadtmauer beinhaltet noch vier Stadttortürme. Große Teile der alten Stadtmauer von Luckau aus dem 13. und 14. Jahrhundert sind erhalten. In Templin ist die 1735 Meter lange und bis zu sieben Meter hohe Stadtmauer mit Türmen, Stadttoren und 50 Wiekhäusern noch vollständig erhalten. Die Stadtmauer in Wittstock/Dosse mit Wall- und Grabenzone ist 2.500 Meter lang, ursprünglich bis zu 11 Meter hoch (heute noch 4–7 Meter) und weist rund 30 Wiekhäuser, Wälle sowie weiträumige öffentliche Grünflächen auf.

## Liste der Stadttore und Wehrtürme
| Stadt                    | Name                                     | Bauzeit                                                   | Höhe        | Besonderheiten | Bild |
| ------------------------ | ---------------------------------------- | --------------------------------------------------------- | ----------- | --- | ---- |
| Altlandsberg             | Berliner Torturm                         | 14./15. Jahrhundert                                       |             | quadratischer Feldsteinturm neben der nicht erhaltenen Tordurchfahrt; mit gemauertem pyramidenförmigem Helm aus Backstein |      |
| Altlandsberg             | Strausberger Torturm (Storchenturm)      | 14./15. Jahrhundert                                       |             | quadratischer Torturm neben der nicht erhaltenen Tordurchfahrt; mit gemauertem kegelförmigem Helm |      |
| Angermünde               | Pulverturm                               | 13./14. Jahrhundert                                       | 20,54 Meter | zylindrischer Wehrturm mit Zinnenkranz und achteckigem Mauerhelm, massives Kellergeschoss; 1698–1740 Gefängnis, bis 1857 Lagerturm für Pulvervorräte, 1877–1914 Armenhaus |      |
| Beeskow                  | Luckauer Torturm (Dicker Turm)           | 1321                                                      | 24 Meter    | Turm des ehemaligen Luckauer Tores mit Zinnenkranz, achtseitiger massiver Pyramide und Pechnase; Schmuckelemente auf der Feldseite ein Vierpass-Fries und ein Netzmuster; diente nach 1729 als Pulvermagazin; die Beeskower Tore wurden 1843 abgebrochen                                   |      |
| Beeskow                  | Darrturm                                 |                                                           |             | massiver zylindrischer Wehrturm, diente als Lager für Braugerste |      |
| Beeskow                  | Münzturm                                 | nach 1321                                                 |             | zylindrischer Wehrturm mit Zinnenkranz und achteckiger Kegelspitze, diente wahrscheinlich zur Lagerung von Münzen und Metallen für den Münzguss, danach bis 1910 als Gefängnis |      |
| Beeskow                  | Mäuseturm                                | nach 1321                                                 |             | achteckiger Wehrturm mit Zinnenkranz und gemauerter Kegelspitze |      |
| Beeskow                  | Storchenturm                             | nach 1321                                                 |             | zylindrischer Wehrturm mit Zinnenkranz und achteckiger Kegelspitze |      |
| Beeskow                  | Pulverturm                               |                                                           |             | zylindrischer Wehrturm |      |
| Bernau                   | Steintor                                 | letztes Viertel des 15. Jahrhunderts                      |             | mit dem Hungerturm durch überdachten Wehrgang verbunden |      |
| Bernau                   | Hungerturm                               |                                                           |             | runder Mauerturm, mit dem Steintor durch überdachten Wehrgang verbunden |      |
| Bernau                   | Pulverturm                               |                                                           |             | |      |
| Brandenburg an der Havel | Plauer Torturm                           | 15. Jahrhundert                                           |             | runder Torturm neben der nicht erhaltenen Durchfahrt; Turmabschluss modern ergänzt |      |
| Brandenburg an der Havel | Rathenower Torturm                       | 14./15. Jahrhundert, im 16. Jahrhundert baulich verändert |             | mit Lisenen, horizontalen Zierfriesen und Abstufungen sowie ins Mauerwerk eingelassenen Rund- und Wappenblenden ausgestaltet; führte nordwestlich nach Rathenow; 1910 wurde ein Durchbruch im Erdgeschoss für Fußgänger geschaffen                                                         |      |
| Brandenburg an der Havel | Neustädtischer Mühlentorturm             | 1411                                                      | 28,85 Meter | achteckiger Torturm mit Spitzbogenblenden neben der nicht erhaltenen Durchfahrt; Abschluss durch Zinnenkranz und steinerne, ebenfalls achteckige Pyramide; benannt nach den auf dem Mühlendamm befindlichen Wassermühlen; führte nordöstlich nach Spandau; diente vermutlich als Gefängnis |      |
| Brandenburg an der Havel | Steintorturm                             | erste Hälfte des 15. Jahrhunderts, Ersterwähnung 1433     | 32,5 Meter  | runder Turm neben der nicht erhaltenen Durchfahrt; Abschluss durch Zinnenkranz und Kegelhelm; führte über Ziesar nach Magdeburg; benannt nach der Steinstraße; diente als Gefängnis, heute Ausstellungsräume des Stadtmuseums der Stadt Brandenburg                                        |      |
| Brandenburg an der Havel | Landwehrturm der Neustädtischen Landwehr | 15. Jahrhundert                                           |             | vorgelagerter Wartturm der Landwehr; zylindrisches Untergeschoss aus Feldsteinen und achteckigen Fachwerkaufbau mit Ziegeldach |      |
| Cottbus                  | Spremberger Turm                         | 13./14. Jahrhundert                                       | 31 Meter    | |      |
| Cottbus                  | Münzturm                                 | 13./14. Jahrhundert                                       |             | |      |
| Cottbus                  | Lindenpforte                             | 13./14. Jahrhundert                                       |             | |      |
| Dahme                    | Vogelturm                                | 1563                                                      |             | Wehrturm, ursprünglich zu einem der beiden Stadttore gehörend; wurde 1563 bei einem Stadtbrand stark beschädigt und 1892 wieder aufgebaut |      |
| Fürstenwalde             | Bullenturm                               | 14./15. Jahrhundert                                       |             | zylindrischer Wehrturm mit Zinnenkranz und gemauerter Kegelspitze |      |
| Fürstenwerder            | Woldegker Tor                            | 13. Jahrhundert                                           |             | Ruine |      |
| Fürstenwerder            | Berliner Tor                             | 13. Jahrhundert                                           |             | Ruine |      |
| Gartz                    | Stettiner Tor                            | 15. Jahrhundert                                           | 27 Meter    | quadratischer Turm über der Durchfahrt mit Satteldach und rechteckiger Blendwand auf der Feldseite, Hauptbauzeit spätes 15. Jahrhundert mit Ausnahme des feldsteinernen Untergeschosses, welches älter einzuordnen ist                                                                     |      |
| Gartz                    | Storchenturm                             | 15. Jahrhundert                                           |             | quadratischer Mauerturm mit achteckigem Aufsatz, Zinnenkranz und Kegelhelm |      |
| Gartz                    | Pulverturm                               | 15. Jahrhundert                                           | 8 Meter     | zylindrischer Wehrturm |      |
| Gartz                    | Blauer Hut                               |                                                           |             | rechteckiger Mauerturm mit rundem Turmaufsatz mit Kegelspitzhelm; 1945 zerstört, Turmreste 1991 restauriert |      |
| Gransee                  | Ruppiner Tor                             |                                                           |             | Waldemartor |      |
| Gransee                  | Granseer Wartturm                        |                                                           |             | |      |
| Gransee                  | Pulverturm                               |                                                           |             | |      |
| Jüterbog                 | Dammtor                                  | 14. Jahrhundert                                           |             | |      |
| Jüterbog                 | Zinnaer Tor                              | 14. Jahrhundert                                           |             | |      |
| Jüterbog                 | Neumarkter Tor                           | 14. Jahrhundert                                           |             | |      |
| Jüterbog                 | Eierturm                                 | 14. Jahrhundert                                           |             | zylindrischer Wehrturm (Grundriss eiförmig, deshalb Namensgebung) mit Zinnenkranz und gemauerten Kegelhelm |      |
| Jüterbog                 | Wehrturm am Dammtor I                    | 14. Jahrhundert                                           |             | zylindrischer Wehrturm mit gemauerten Kegelhelm, einst durch einen Innentorbogen mit dem anderen Wehrturm am Dammtor verbunden |      |
| Jüterbog                 | Wehrturm am Dammtor II                   | 14. Jahrhundert                                           |             | zylindrischer Wehrturm mit Zinnenkranz und gemauerten Kegelhelm, einst durch einen Innentorbogen mit dem anderen Wehrturm am Dammtor verbunden |      |
| Jüterbog                 | Mauerturm am Südhag                      | 14. Jahrhundert                                           |             | quadratischer Wehrturm mit gedeckten Spitzhelm und Blendenverzierung |      |
| Jüterbog                 | Schiefer Mauerturm                       | 14. Jahrhundert                                           |             | zylindrischer Wehrturm mit Zinnenkranz und Kegelhelm |      |
| Jüterbog                 | Wehrturm Schulstraße                     | 14. Jahrhundert                                           |             | quadratischer Wehrturm mit Blendenverzierung |      |
| Lenzen                   | Stumpfer Turm                            |                                                           |             | |      |
| Luckau                   | Roter Turm                               | 13./14. Jahrhundert                                       | 30 Meter    | |      |
| Luckau                   | Sandoer Tor                              |                                                           |             | nur Reste erhalten |      |
| Mittenwalde              | Berliner Tor                             |                                                           |             | nur das Vortor erhalten |      |
| Mittenwalde              | Pulverturm                               |                                                           | 25 Meter    | |      |
| Müncheberg               | Berliner Tor                             |                                                           |             | nur das Haupttor erhalten |      |
| Müncheberg               | Küstriner Torturm                        |                                                           |             | |      |
| Perleberg                | Wachturm                                 |                                                           |             | |      |
| Potsdam                  | Nauener Tor                              | 1755                                                      |             | |      |
| Potsdam                  | Jägertor                                 | 1733                                                      |             | |      |
| Potsdam                  | Brandenburger Tor                        | 1770                                                      |             | |      |
| Prenzlau                 | Schwedter Torturm (Steintorturm)         | 13./14. Jahrhundert                                       |             | |      |
| Prenzlau                 | Mitteltorturm                            | 15. Jahrhundert                                           | 30 Meter    | |      |
| Prenzlau                 | Blindower Torturm (Stettiner Torturm)    | 13./14. Jahrhundert                                       | 32 Meter    | zylindrischer Torturm mit quadratischen Unterbau und Zinnenkranz mit gemauerten Kegelhelm |      |
| Prenzlau                 | Seilerturm                               | 15. Jahrhundert                                           | 16 Meter    | rechteckiger Wehrturm mit Walmdach |      |
| Prenzlau                 | Hexenturm                                | 15. Jahrhundert                                           | 25 Meter    | zylindrischer Wehrturm mit Zinnenkranz und gemauerter Kegelspitze |      |
| Prenzlau                 | Pulverturm                               | 15. Jahrhundert                                           |             | zylindrischer Wehrturm |      |
| Pritzwalk                | Wiekturm                                 | 14. Jahrhundert                                           |             | Wehrturm aus Feldsteinen |      |
| Rheinsberg               | Wartturm Rheinsberg                      | um 1795                                                   | 19 Meter    | Wartturm aus verputztem Mauerwerk |      |
| Templin                  | Berliner Tor                             | um 1320                                                   |             | |      |
| Templin                  | Mühlentor                                | um 1320                                                   |             | quadratischer Turm über der Durchfahrt mit Stadt- und Feldseitengiebel, Fialpfeiler an den Giebelschrägen, feldseitig mit Fallgattervorbau |      |
| Templin                  | Prenzlauer Tor                           | 14. Jahrhundert                                           |             | Toranlage mit Torturm, Zwinger und Vortor; quadratisches dreigeschossiges Haupttor mit Stadt- und Feldseitengiebel, Vortor mit Blendverzierung und zwei Durchfahrtsöffnungen |      |
| Templin                  | Pulverturm                               | 15. Jahrhundert                                           |             | zylindrischer Wehrturm mit gemauerten Kegelhut, diente der Lagerung von Schießpulver |      |
| Templin                  | Eulenturm (Hungerturm)                   | 14. Jahrhundert                                           |             | zylindrischer Wehrturm aus Feldsteinen |      |
| Treuenbrietzen           | Pulverturm                               |                                                           |             | zylindrischer Wehrturm mit Zinnenkranz und gemauerter Kegelspitze |      |
| Wittenberge              | Steintor (Alter Turm)                    | um 1430                                                   |             | Vorgängerbau mit hölzernem Obergeschoss Mitte des 13. Jahrhunderts; durch einen Stadtbrand zerstört; diente als Gefängnis, seit 1926 Stadt- und Heimatmuseum |      |
| Wittstock/Dosse          | Gröper Tor                               | 14. Jahrhundert                                           |             | an der Nordseite der Stadt; schützte die Ausfahrt in Richtung Mecklenburg; im 14. Jh. erbaut, 1503 erhöht und mit einem Pyramidendach versehen; früher durch ein Vortor, Wälle und drei Gräben verstärkt                                                                                   |      |